# 54598 Bienor
54598 Bienor /baɪˈiːnɔːr/  là một centaur lướt qua quỹ đạo của Sao Thiên Vương. Vật thể này được đặt tên theo nhân mã Bienor trong thần thoại Hy Lạp. Điểm tiếp cận gần nhất của nó với Mặt trời (điểm cận nhật) là 13,2 AU. Tính đến năm 2020, Bienor đang cách Mặt trời 14,2 AU  và sẽ đạt điểm cận nhật vào tháng 1 năm 2028. Nó có đường kính khoảng 198 kilômét (120 dặm).